# Trap or Die 3
Trap or Die 3 é o sétimo álbum de estúdio do rapper norte-americano Jeezy, lançado a 28 de outubro de 2016 através das editoras CTE World e Def Jam Recordings. O disco estreou na primeira posição da tabela musical Billboard 200, dos Estados Unidos, com 89 mil unidades vendidas na semana de estreia.

## Desempenho nas tabelas musicais

### Posições
| Tabela musical (2016)                         | Melhor posição |
| --------------------------------------------- | -------------- |
| Canadá - Canadian Albums                      | 60             |
| Estados Unidos - Billboard 200                | 1              |
| Estados Unidos - Billboard R&B/Hip-Hop Albums | 1              |